# Stopplaats Bovendorp
Stopplaats Bovendorp (afkorting Bvd) is een voormalige halte aan de Staatslijn A. De stopplaats Bovendorp lag tussen de huidige stations Wijhe en Olst, bij de vroegere spoorwegovergang van de Raalterweg (tegenwoordig Oude Raalterweg) in Wijhe.